# Aleviti
Aleviti su islamska skupina nastanjena prvenstveno u Turskoj. Računa se da su oko 25 % stanovništva Turske (27 mil.) (Alevi Kurdi)
Njihovo učenje leži najbliže Šijitima, između velikih muslimanskih grupacija, ali s gnostičkim elementima, i koji daju veliko značenje Ali ibn Abi Talibu. Aleviti vode podrijetlo od proroka Muhameda preko Ali ibn Abi Taliba i Fatime Zahra.